# The Fairmont Dubai
The Fairmont Dubai – hotel w Dubaju, w Zjednoczonych Emiratach Arabskich, o wysokości 153 m. Liczy 37 kondygnacji. Budowę zakończono w 2002.